# Emily Carr
Emily Carr (Victoria, Canadà, 13 de desembre de 1871-Victoria, 2 de març de 1945) fou una pintora i escriptora considerada com una gran artista canadenca pels seus quadres d'indis i paisatges de la costa occidental. Fou la filla més jove d'uns immigrants anglesos. Juntament amb Tom Thomson, el grup dels set i David Milne, Emily Carr fou una de les pintores canadenques preeminents i potser més originals de la primera meitat del segle xx. També fou una de les úniques artistes femenines importants a l'Amèrica del Nord o Europa d'aquell període.